# Степанов, Александр Михайлович (генерал-майор)
Алекса́ндр Миха́йлович Степа́нов (1893, Пепел, Солигаличский район, Костромская губерния—11 августа 1941 года, Красница Ярцевского района) — советский военачальник. Генерал-майор (1940).Участник Великой Отечественной войны. 22 июня 1941 года был командиром 27-й Омской стрелковой дивизии имени Итальянского пролетариата, первой принявшей бой на границе под г.Августов.

## Биография
Родился в 1893 году в деревне Пепел Солигаличского уезда Костромской губернии в крестьянской семье.
Окончил церковно-приходскую школу и городское начальное училище. В 1914 году А. М. Степанов был призван в армию, участвовал в Первой мировой войне. В 1915 году его направляют в школу прапорщиков, а после его окончания- на Румынском фронте. В 1917 году, после свержения большевиками Временного правительства вступил в Красную Армию, воевал против белых на фронтах гражданской войны.
В 1920 году А. М. Степанов принял участие в советско-польской войне.
После окончания войны с Польшей А. М. Степанов командовал Отдельным резервным полком 3-й армии в городе Витебске, затем продолжил службу в качестве помощника командира 5-й Саратовской стрелковой дивизии.

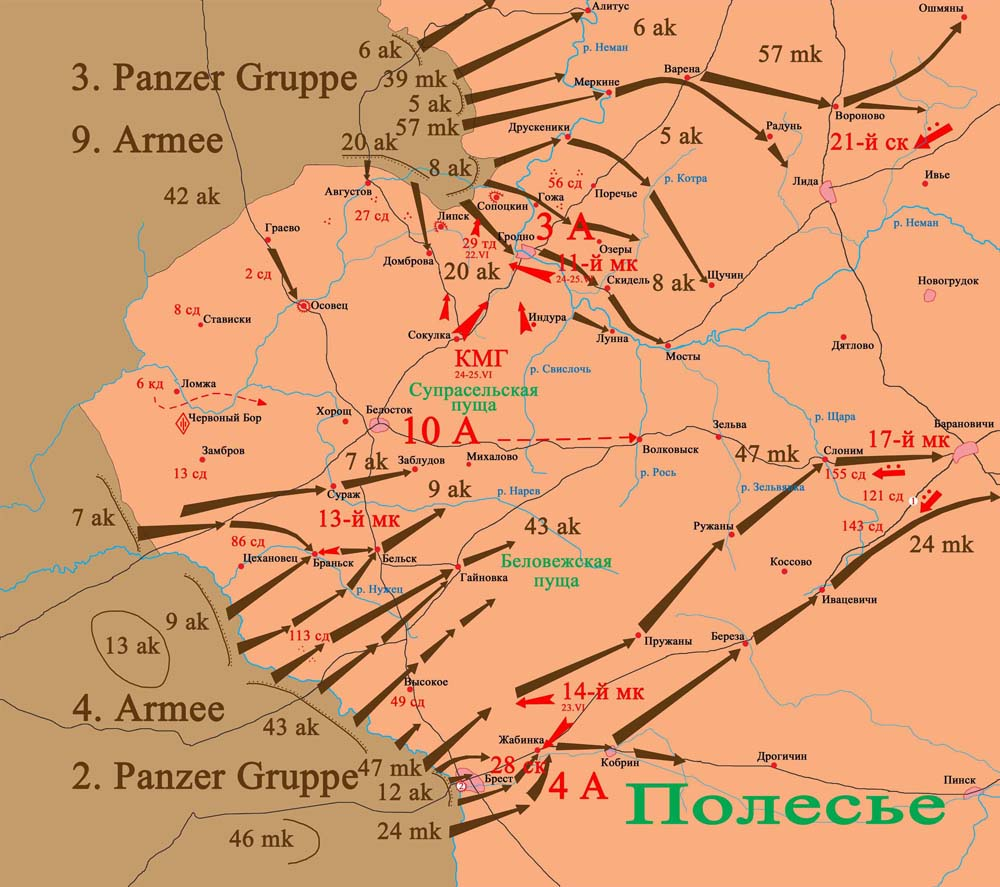
Белостокское сражение. Июнь 1941 года

С января по ноябрь 1921 года А. М. Степанов был начальником младших курсов повышения квалификации Западного фронта при дивизии, а в ноябре того же года командиром 37-го стрелкового полка, участвовал в ликвидации антисоветских отрядов на приграничной территории.
С июня 1922 года Степанов продолжал службу в 5-й стрелковой дивизии помощником командира 13-го стрелкового полка, с августа 1923 года- начальником штаба 15-го стрелкового полка. В октябре 1925 года был назначен начальником разведывательного управления штаба 4-го стрелкового корпуса, затем учился на курсах повышения квалификации командного состава разведки при Разведывательном управлении.
В сентябре 1927 года был направлен в Отдельную Краснознаменную Кавказскую армию, служил в Батуми командиром 1-го Кавказского стрелкового полка 1-й Кавказской стрелковой дивизии. В январе 1928 года он был переведен в Ростов на должность командира 54-м стрелкового полка 18-й стрелковой дивизии Московского военного округа.
В 1930 году Степанов окончил курсы переподготовки командного состава сухопутных войск «Выстрел». С декабря 1931 года занимал должность помощника начальника штаба 3-го стрелкового корпуса в Иванове. С июля 1937 года по май 1939 года был начальником штаба 14-й стрелковой дивизии в Вологде. Получил звание «комбриг».

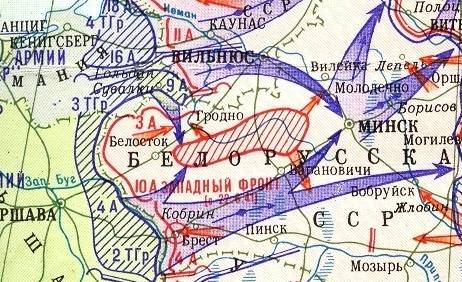
Белостокский котёл. Июнь-июль 1941 года

Участвовал в советско-финляндской войне (1939—1940). Воевал в качестве помощника командира 1-го стрелкового корпуса в составе 8-й армии. 22 мая 1940 года А. М. Степанов был награжден орденом Красного Знамени.
В марте (по некотрым данным в июне) 1940 года был назначен командиром 27-й стрелковой дивизии, дислоцированной в городе Августов, на новой западной границе СССР.
После введения в РККА генеральских званий в июне 1940 года получил звание генерал-майора.
Сформированная в 1918 года под Казанью 27-я стрелковая дивизия участвовала в боях против войск Колчака на Восточном фронте (освобождение Белебея,Уфы,Омска, Новониколаевска, Красноярска, Минусинска), в ней служили будущие маршалы К. К. Рокоссовский и Р. Я. Малиновский, кавалер четырёх орденов Красного Знамени С. С. Вострецов. В 1920—1930-е- будущий маршал бронетанковых войск М. Е. Катуков, главный маршал артиллерии Н. Н. Воронов, генерал В. А. Пеньковский.
В 1920-е годы итальянские коммунисты взяли шефство над дивизией и к наименованию дивизии добавили «Итальянского пролетариата». Полное наименование дивизии- 27-я Омская стрелковая дважды Краснознамённая дивизия имени Итальянского пролетариата.

Генерал-лейтенант Иван Васильевич Болдин

17-29 сентября 1939 года дивизия участвовала в присоединении Западной Белоруссии к Белорусской ССР. В конце 1939 года, во время советско-финской войны, была направлена под Ленинград для усиления войск Ленинградского военного округа.
В конце 1940 года — переведена из Ленинградского военного округа под Гродно (Белоруссия). Дивизия вошла в состав 3-й армии Западного особого военного округа. В мае 1941 года части дивизии были подтянуты к границе в район Августов-Граево-Сухово (в 1941 г.- Белостокская область, Белоруссия, с 1944 года в составе Польши). Штаб дивизии дислоцировался в Суховоле. Накануне войны части дивизии занимали невыгодное положение в самом выступе, так называемого «белостокского мешка», были рассредоточены, так как находились на учениях. 21 июня 1941 года дивизию посетил генерал-лейтенант Д. М. Карбышев с инспекцией оборонительных укреплений.

### Начало Великой Отечественной войны
22 июня 1941 года части дивизии вступили в бой с немецкой группы армий «Центр» разрозненно, сражались изолированно друг от друга, без единого управления, связи и взаимодействия (по воспоминаниям выживших солдат: «Такого беспорядка никто и никогда еще не видел»). Основная часть дивизии под угрозой окружения отошла в направлении реки Бобр, где заняла рубеж обороны, который был прорван немецкими войсками вечером того же дня. Направление на Москву через Белоруссию оказалось основным направлением удара немецких войск.
Руководствуясь довоенным планом на случай войны с Германией, нарком обороны С. К. Тимошенко в 21 час 15 минут подписал директиву № 3: войскам Западного фронта во взаимодействии с Северо-Западным фронтом, сдерживая противника на варшавском направлении, мощными контрударами во фланг и тыл уничтожить его сувалковскую группировку и к исходу 24 июня овладеть районом Сувалки.
23 июня 1941 года 27-я стрелковая дивизия прикрывала район г.Сокулка, пыталась отбить Домброву. На 25 июня 1941 года дивизия заняла рубеж на реке Свислочь, получив приказ «стоять и сражаться насмерть», прикрывая отходившие части армии (Новогрудский котел). По некоторым источникам, дивизия погибла на реке Свислочь, однако известно, что небольшие группы бойцов и 63-й медико-санитарный батальон вышли из окружения. Об этом свидетельствуют письма бойцов, вышедших тогда из окружения.
45 суток разрозненные немногочисленные остатки дивизии выходили из окружения вместе с группой 1-го заместителя командующего ЗапОВО генерала И. В. Болдина в расположение 166-й стрелковой дивизии 19-й армии.
В течение шести дней части дивизии А. М. Степанова сдерживали натиск фашистско-немецких захватчиков на Белостокском выступе, сковывая силы 256-й и 162-й пехотной дивизий противника.

### Выход из окружения
Конно-механизированная группа 1-го заместителя командующего Западным фронтом Болдина была окружена и разгромлена в районе Белостока в ходе Белостокско-Минского сражения. Оказавшись в окружении, генерал Болдин собрал и возглавил большую группу из остатков разбитых частей, с боями прошёл по немецким тылам несколько сотен километров. 7 августа генерал-лейтенант Болдин с группой около 100 человек присоединился к отряду комиссара 91-й стрелковой дивизии Шляпина и принял на себя командование объединённым отрядом. В этот же день к нему присоединились ещё четыре отряда бойцов из других дивизий, численность группы составила почти 2 000 человек. Болдин наладил в ней управление и строгую дисциплину, организовал непрерывную разведку и начал поход к линии фронта. Группа бойцов 27-й стрелковой дивизии под руководством А. М. Степанова, отступала на восток, соединившись с группой И. В. Болдина.

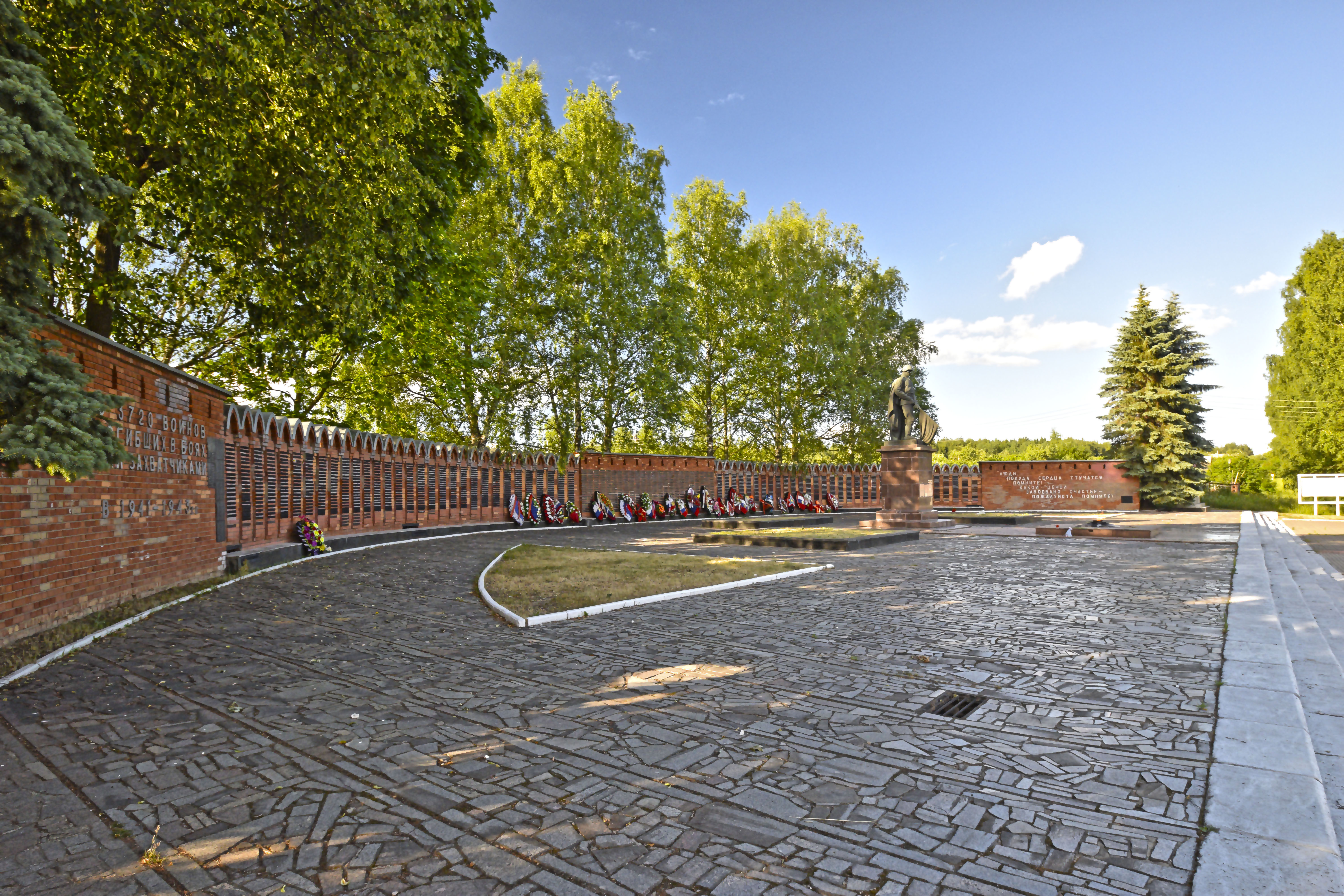
Мемориальная стена погибшим под Ярцево

С 17 июля 1941 года 81 день продолжались бои за город Ярцево на дальних подступах к Москве, здесь находился так называемый «особый рубеж Рокоссовского». Именно на этом участке фронта 11 августа 1941 года группа генерала Болдина с боем прорвалась из окружения в расположение 166-й стрелковой дивизии 19-й армии.
Группа проделала с боями путь примерно в 660 км по занятой противником территории, уничтожила до 1 тыс. немцев, 5 батарей артиллерии, 13 станковых и 7 ручных пулеметов, до 100 автомашин и 130 мотоциклов, потеряла 211 человек убитыми и 6 орудий. В сводной дивизии, вышедшей из окружения, было 1664 человека.
Генерал-майор Александр Михайлович Степанов был убит в бою осколком снаряда 11 августа 1941 года в районе деревни Красница Ярцевского района Смоленской области. Похоронен в братской могиле в селе Лесное Сафоновского района.

## Награды
— Орден Ленина (посмертно, 1941)
— Орден Красного Знамени(22.05.1940)
— Два ордена Красной Звезды (1938, февраль 1941)
— Медаль «ХХ лет РККА»